# Водотръбен котел
Водотръбен котел е парен или водонагревен котел, при който повърхността на нагряване (екранът) се състои от нагревателни тръби, вътре в които се движи топлоносителя. Топлообмена се осъществява посредством нагряването на нагревателните тръби от горещите продукти на изгарящото гориво. Делят се на два основни вида: проточни (правотокови) и барабанни водотръбни котли. По конструкция са противоположност на газотръбния котел (жаротръбния).
В Русия през 20 век се използват предимно водотръбните котли на Шухов.

## Проточни (правотокови) котли
Проточния котел, като правило, представлява серпентина, поставена в горивната камера. Водата (или друг топлоносител) циркулира през нея с помощта на помпа.
Проточните (правотоковите) котли нямат барабан. През изпарителните тръби водата преминава еднократно, постепенно превръщайки се на пара. Зоната, където завършва парообразуването, се нарича преходна. След изпарителните тръби паро-водната смес (или парата) попада в паропрегревателя. Проточния котел е отворена хидравлична система. Такива котли работят не само на докритично, но и на свръхкритично налягане.

## Барабанни котли
Водата в този вид котел, преминавайки икономайзера, попада в барабан (намиращ се отгоре на котела), от който под действие на силата на тежестта (при котлите с естествена циркулация) попада в низходящите необогреваеми тръби, а след това във възходящите обогреваеми, където и се случва парообразуването (низ и възходящите тръби образуват циркулационен контур). Поради разликата в температурите, а следователно и в плътностите на средата, в низходящите и възходящите тръби водата се изкачва обратно в барабана. В него става разделяне на паро-водната смес на пара и вода. Водата отново се спуска надолу, а наситената пара отива в паропрегревателя. В котлите с естествена циркулация кратността на циркулация на вода по циркулационния контур от 5 до 30 пъти. Котлите с принудителна циркулация имат помпа, която създава напор в циркуляционния контур. Кратността на циркулацията е от 3 до 10 пъти. Котлите с принудителна циркулация на територията на постсъветското пространство не получават разпространение. Барабанните котли работят на подкритично налягане.